# Catena Medel-Terri
La Catena Medel-Terri è un massiccio montuoso delle Alpi Lepontine. Si trova in Svizzera (Canton Grigioni e Canton Ticino). Prende il nome dalle due montagne più significative del gruppo: il Piz Medel ed il Piz Terri.

## Geografia
Il massiccio raccoglie le montagne tra il Passo del Lucomagno e la Val Lumnezia.
Ruotando in senso orario i limiti geografici sono: Passo del Lucomagno, Val Medel, Disentis, fiume Reno Anteriore, Val Lumnezia, Valle di Vals, Passo Soreda, Valle Santa Maria, Passo del Lucomagno.

## Classificazione
La SOIUSA individua la Catena Medel-Terri come un supergruppo alpino e vi attribuisce la seguente classificazione:
- Grande parte = Alpi Occidentali
- Grande settore = Alpi Nord-occidentali
- Sezione = Alpi Lepontine
- Sottosezione = Alpi dell'Adula
- Supergruppo = Catena Medel-Terri
- Codice = I/B-10.III-A

## Suddivisione
Il gruppo montuoso è suddiviso in due gruppi e quattro sottogruppi:
- Gruppo Medel-Scopi (1)
  - Gruppo dello Scopi (1.a)
  - Gruppo del Medel (1.b)
- Gruppo Terri-Cavel (2)
  - Gruppo del Terri (2.a)
  - Gruppo del Cavel (2.b)

## Monti
- Piz Medel - 3.210 m
- Scopi - 3.200 m
- Cima di Camadra - 3.172 m
- Piz Vial - 3.168 m
- Pizzo Uffiern - 3.151 m
- Piz Terri - 3.149 m
- Pizzo Cristallina - 3.128 m
- Piz Greina - 3.128 m
- Piz Aul - 3.121 m
- Pizzo Gaglianera - 3.120 m
- Valdraus - 3.096 m
- Plattenberg - 3.041 m
- Piz da Stiarls - 2.992 m
- Piz Cavel - 2.944 m
- Piz Caschleglia - 2.936 m
- Piz Muraun - 2.897 m
- Cima della Bianca - 2.893 m
- Piz Gren - 2.890 m
- Cima di Garina - 2.780 m
- Piz Pazzola- 2.581 m
- Piz Titschal - 2.550 m
- Piz Sezner - 2.310 m